# Пулькі (Мазовецьке воєводство)
Пулькі (пол. Pólki) — село в Польщі, у гміні Острув-Мазовецька Островського повіту Мазовецького воєводства.
Населення — 106 осіб (2011).
У 1975-1998 роках село належало до Остроленцького воєводства.

## Демографія
Демографічна структура станом на 31 березня 2011 року:
|          | Загалом | Допрацездатний вік | Працездатний вік | Постпрацездатний вік |
| -------- | ------- | ------------------ | ---------------- | -------------------- |
| Чоловіки | 59      | 21                 | 30               | 8                    |
| Жінки    | 47      | 10                 | 27               | 10                   |
| Разом    | 106     | 31                 | 57               | 18                   |